# Сен-Донан
Сен-Дона́н (фр. Saint-Donan, брет. Sant-Donan) — коммуна во Франции, находится в регионе Бретань. Департамент — Кот-д’Армор. Входит в состав кантона Плуфраган. Округ коммуны — Сен-Бриё.
Код INSEE коммуны — 22287.

## География
Коммуна расположена приблизительно в 390 км к западу от Парижа, в 100 км северо-западнее Ренна, в 10 км к юго-западу от Сен-Бриё.
Вдоль северо-восточной границы коммуны протекает река Гуэ.

## Население
Население коммуны на 2016 год составляло 1 448 человек.
| 1962 | 1968 | 1975 | 1982 | 1990 | 1999 | 2008 | 2016 |
| ---- | ---- | ---- | ---- | ---- | ---- | ---- | ---- |
| 768  | 863  | 864  | 1074 | 1278 | 1347 | 1424 | 1448 |

## Администрация
| Период | Период | Фамилия        | Партия        | Примечания |
| ------ | ------ | -------------- | ------------- | ---------- |
| 2001   | 2008   | Жерар Этьямбль | Разные левые  |            |
| 2008   | 2014   | Луи Кербёф     | Разные правые | служащий   |
| 2014   |        | Лоик Бидо      | Разные левые  | служащий   |

## Экономика
В 2007 году среди 931 человека в трудоспособном возрасте (15—64 лет) 731 были экономически активными, 200 — неактивными (показатель активности — 78,5 %, в 1999 году было 74,3 %). Из 731 активных работали 691 человек (378 мужчин и 313 женщин), безработных было 40 (16 мужчин и 24 женщины). Среди 200 неактивных 81 человек были учениками или студентами, 71 — пенсионерами, 48 были неактивными по другим причинам.